# 風のゆくえ/yours
『風のゆくえ/yours』（かぜのゆくえ / ユアーズ）は、栗林みな実の2枚目のシングル。2003年2月5日にLantisから発売された。

## 概要
両A面シングル。「風のゆくえ」と「yours」は、それぞれ恋愛アドベンチャーゲーム『君が望む永遠』（PS2版・DC版）のアバン主題歌。ジャケットには、『君が望む永遠』の登場人物、涼宮遙と速瀬水月の描き下ろしイラストが描かれている。

## 収録曲
（全編曲：飯塚昌明） 
1. 風のゆくえ [4:10]
作詞・作曲：栗林みな実
PS2用ソフト『君が望む永遠』アバン主題歌
2. yours [5:11]
作詞：江端育子、作曲：飯塚昌明
DC用ソフト『君が望む永遠』アバン主題歌
3. 風のゆくえ (off vocal)
4. yours (off vocal)

## 楽曲の収録アルバム
| 曲名       | 収録アルバム | 発売日        | 備考              |
| ---------- | ------------ | ------------- | ----------------- |
| 風のゆくえ | 『Overture』 | 2004年12月1日 | 1stベストアルバム |
| yours      | 『Overture』 | 2004年12月1日 | 1stベストアルバム |